# Kargat (rivière)
Le Kargat (en russe : Каргат) est une rivière de Russie qui coule dans l'oblast de Novossibirsk. C'est un affluent du Tchoulym (tributaire du lac Tchany) en rive droite.

## Géographie

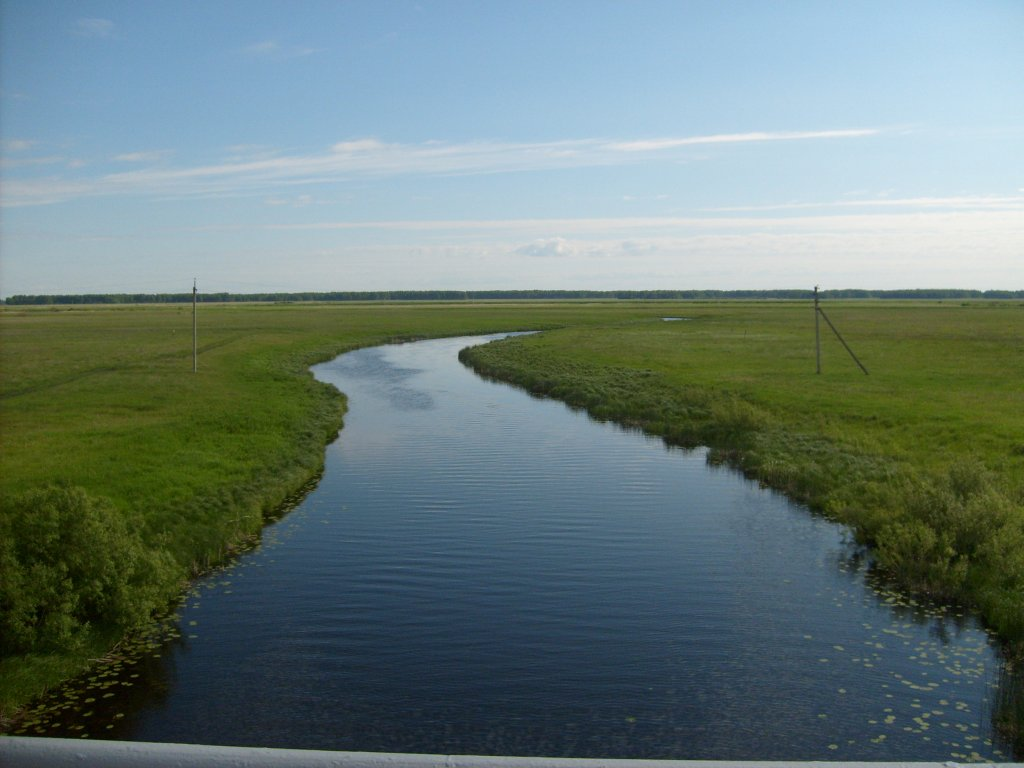
Vue depuis la route fédérale M51.

La rivière naît dans la zone sud des marais de Vassiougan à une altitude de 143 mètres. Dès le début elle se dirige du nord-est vers le sud-ouest (parallèlement au Tchoulym), direction qu'elle maintient tout au long de son parcours de 387 kilomètres. Son bassin est en grande partie couvert par la steppe (steppe de Baraba). Elle se jette dans le Tchoulym au niveau de la petite localité de Tchoulym.
Au milieu de son cours, se trouve la ville de Kargat qui lui doit son nom. La rivière y est franchie par la voie ferrée du Transsibérien (section Omsk-Novossibirsk), et par la grand route russe M51.
Le Kargat est gelé depuis novembre jusque fin avril ou début mai.

## Hydrométrie - Les débits mensuels à Zdvinsk
Le débit du Kargat a été observé pendant 59 ans (sur la période allant de 1936 à 2000) à Zdvinsk, petite localité située à quelque 45 kilomètres de sa confluence avec le Tchoulym .  
À Zdvinsk, le débit annuel moyen ou module observé sur cette période était de 9,53 m3/s pour une surface de drainage de 6 440 km2, soit plus ou moins 89 % de la totalité du bassin versant de la rivière qui compte 7 200 km2. La lame d'eau d'écoulement annuel dans le bassin se montait de ce fait à 46,7 millimètres, ce qui est assez médiocre, et résulte de la faiblesse des précipitations sur la plus grande partie de son bassin situé aux limites de l'Asie centrale.
Rivière alimentée en grande partie par la fonte des neiges, le Kargat est un cours d'eau de régime nivo-pluvial. 
Les hautes eaux se déroulent au printemps, de fin avril à fin juin, ce qui correspond au dégel et à la fonte des neiges. Au mois de juin puis de juillet, le débit baisse fortement, puis poursuit sa décroissance tout au long du reste de l'été et de l'automne. Au mois de décembre, le débit de la rivière plonge à nouveau, ce qui constitue le début de la période des basses eaux. Celle-ci a lieu de décembre à mars inclus et correspond aux gels de l'hiver qui envahissent toute la région. 
Le débit moyen mensuel du Kargat observé en mars (minimum d'étiage) est de 0,49 m3/s, soit environ 1 % du débit moyen du mois de mai (41,6 m3/s), maximum de l'année, ce qui souligne l'extrême amplitude des variations saisonnières. Et les écarts de débits mensuels peuvent être encore plus importants d'après les années : sur la durée d'observation de 59 ans, le débit mensuel minimal a été de 0,00 m3/s à plusieurs reprises pour les mois de décembre à mars (arrêt de tout écoulement), tandis que le débit mensuel maximal s'élevait à 108 m3/s en juin 1948. En ce qui concerne la période libre de glace (de mai à octobre inclus), le débit minimal observé a été de 0,02 m3/s (20 litres par seconde) en juin 1944, ce qui signifie que des étiages très sévères peuvent se produire tant en été qu'en hiver.  